# لي كوك فونج
لي كوك فونج (بالفيتنامية: Lê Quốc Phương)‏ هو لاعب كرة قدم فيتنامي في مركز نصف الجناح، ولد في 19 مايو 1991 في محافظة تان هوا في فيتنام. شارك مع منتخب فيتنام تحت 20 سنة لكرة القدم. أما مع النوادي، فقد لعب مع Thanh Hóa FC (1962) ‏.

## وصلات خارجية
- لي كوك فونج على موقع Soccerway.com (الإنجليزية)